# Troppo rischio per un uomo solo (film)
Troppo rischio per un uomo solo è un film del 1973 di Luciano Ercoli.

## Trama
Rodolfo Patti detto Rudy è un campione di Formula 1. Rimasto coinvolto in un omicidio, viene arrestato: è stata infatti trovata morta, da Scotland Yard, la compagna Nina e lui non può fornire un alibi. Fuggito di prigione, tenta di dimostrare la propria innocenza con l'aiuto dei suoi amici.